# Kirschau
Kirschau (alt sòrab: Korzym) és un municipi alemany que pertany a l'estat de Saxònia. Es troba a 8 kilòmetres de Bautzen i limita amb Großpostwitz al nord, Crostau a l'est, Schirgiswalde al sud i Wilthen a l'oest. Comprèn els barris de Bederwitz (Bjedrusk), Kleinpostwitz (Bójswecy), Rodewitz (Rozwodecy) i Sonnenberg (Słónčna Hora).